# Elezioni presidenziali in Slovacchia del 1999
Le elezioni presidenziali in Slovacchia del 1999 si tennero il 15 maggio (primo turno) e il 29 maggio (secondo turno).

## Risultati
| Candidati           | Partiti                                                     | I turno   | I turno | II turno  | II turno |
| Candidati           | Partiti                                                     | Voti      | %       | Voti      | %        |
| ------------------- | ----------------------------------------------------------- | --------- | ------- | --------- | -------- |
| Rudolf Schuster     | Partito dell'Intesa Civica (KDH/DÚ/DS/SDSS/SZS - SDĽ - MKP) | 1 396 950 | 47,38   | 1 727 481 | 57,18    |
| Vladimír Mečiar     | Movimento per una Slovacchia Democratica                    | 1 097 956 | 37,24   | 1 293 642 | 42,82    |
| Magdaléna Vášáryová | Indipendente                                                | 194 635   | 6,60    |           |          |
| Ivan Mjartan        | Indipendente                                                | 105 903   | 3,59    |           |          |
| Ján Slota           | Partito Nazionale Slovacco                                  | 73 836    | 2,50    |           |          |
| Boris Zala          | Indipendente                                                | 29 697    | 1,01    |           |          |
| Juraj Švec          | Indipendente                                                | 24 077    | 0,82    |           |          |
| Juraj Lazarčík      | Partito Comunista di Slovacchia                             | 15 386    | 0,52    |           |          |
| Michal Kováč        | Indipendente                                                | 5 425     | 0,18    |           |          |
| Ján Demikát         | Indipendente                                                | 4 537     | 0,15    |           |          |
| Totale              | Totale                                                      | 2 948 402 | 100     | 3 021 123 | 100      |

- Michal Kováč (Presidente della Repubblica dal 1993 al 1998) ritirò la sua candidatura prima del voto, ma il suo nominativo comparve sulla scheda elettorale e i voti da lui ottenuti furono ascritti a "candidati non ammissibili" (nevoliteľní kandidáti)